# Ngựa Sorraia
Ngựa Sorraia là một giống ngựa quý hiếm bản địa ở khu vực của bán đảo Iberia, trong lưu vực sông Sorraia, ở Bồ Đào Nha. Ngựa Sorraia được biết đến với các tính năng nguyên thủy của nó, bao gồm một đầu lồi và màu sậm với các dấu hiệu nguyên thủy. Liên quan đến nguồn gốc của nó, một giả thuyết đã được một số tác giả đưa ra là giống Sorraia chính là hậu duệ của những con ngựa nguyên thủy thuộc về động vật hoang dã tự nhiên của Nam Iberia. Các nghiên cứu hiện đang được tiến hành để khám phá mối quan hệ giữa Sorraia và các loại ngựa hoang khác nhau, cũng như mối quan hệ của nó với các giống khác từ bán đảo Iberia và Bắc Phi (ngựa Bắc Phi).
Các cá thể của giống nhỏ, nhưng khỏe mạnh và thích nghi tốt với điều kiện khắc nghiệt. Đôi khi chúng bị bắt và sử dụng bởi nông dân bản địa trong nhiều thế kỷ, và một số lượng còn lại của những con ngựa gần như tuyệt chủng này đã được một nhà động vật học Bồ Đào Nha phát hiện vào đầu thế kỷ XX. Ngày nay, Sorraia đã trở thành trọng tâm của các nỗ lực bảo tồn, với các nhà khoa học châu Âu dẫn đầu và những người đam mê từ một số nước thành lập các dự án và thiết lập đàn để hỗ trợ việc tái lập giống này từ tình trạng nguy cấp hiện tại.